# Lara Gasparotto
Lara Gasparotto est une artiste belge née en 1989 à Comblain-au-Pont.

## Biographie
Lara Gasparotto est diplômée de l’École Supérieure des Arts Saint-Luc (Liège) et est représentée par la galerie Stieglitz 19 à Anvers (Belgique).   
Son travail a été exposé en Belgique et à l’étranger, notamment à la Biennale de l'image possible (Liège), au Bonnefantenmuseum (Maastricht), au Guandong Museum of Arts (Guangzhou), au Three Shadows Arts Center (Beijing), l’OCT Arts Center (Shenzhen), au FotoMuseum (La Haye), au Botanique (Bruxelles), aux Rencontres Photographiques de Gaspésie (Québec). 
Lara Gasparotto a gagné le Prix de la création de la ville de Liège en 2020 et a publié cinq monographies[réf. nécessaire].  
Considérée comme une des photographes les plus prometteuses de la scène artistique belge, Lara Gasparotto développe un univers artistique vivant et contrasté. Ses photographies sont décrites comme « des paysages à couper le souffle » et des bouts de quotidien qui forment des « oeuvres empreintes de beauté et d’intimité ».   
Depuis 2011, elle se rend régulièrement en Ukraine et entretient des contacts avec la scène artistique locale. En 2023, elle organise l'exposition Lettres ukrainiennes à la New Space à Liège où elle présente le travail d'une dizaine de photographes ukrainiens : Lesha Berezovskiy, Mishka Boshkarev, Jura Kanevski, Vadim Khudoliy, Ira Lupu, Roma Moskalenko, Christopher Nunn, Kristina Podobed, Olga Vorobyova, Yelena Yemchuk ainsi que le plasticien Vova Vorotiov. 

## Expositions

### Expositions personnelles
- Solstices, Biennale de l'image possible, Quai 4, Liège (Belgique), 2020[5]
- Come dawn to us, Botanique, Bruxelles (Belgique), 2017-2018[6]
- A Fall for You, Space Collection, Liège (Belgique), 2017
- Lara Gasparotto, Fotomuseum, La Haye (Pays-Bas), 2017[7]
- Ask the dusk, Stieglitz19, Anvers (Belgique), 2016[1]
- Recreation tunnel, Atelier Haus, Aachen (Allemagne), 2016[8]
- Rivages, Galerie Zink, Berlin (Allemagne), 2015
- Cultuurcentrum Hasselt, Hasselt (Belgique), 2014
- Musée de la photographie, Charleroi (Belgique), 2014
- Rivages, Stieglitz19, Anvers (Belgique), 2014
- Homo Empathicus, Breda Photo, Breda (Pays-Bas), 2012
- Sleepwalk, Stieglitz19, Anvers (Belgique), 2012
- Next of skin, BIP, Liège (Belgique), 2012

### Expositions collectives
- Lettres ukrainiennes, New Space, Liège (Belgique) 2023[4]
- Après la pluie, Galerie Horta, Bruxelles (Belgique), 2019[9]
- Lara Gasparotto et Matthieu Ronsse, Stieglitz 19, Anvers (Belgique), 2018[10]
- Circulation(s), festival de la jeune photographie européenne, Centquatre, Paris (France), 2018 - Série Come Dawn to Us[11]
- Sweet Sixteen, Biennale de photographie en Condroz, Marchin (Belgique), 2009

## Collections publiques
- Space Collection, Liège (Belgique)[12]

## Publications
- Ask the Dusk, éditions Ludion[13]
- Sleepwalk, éditions Yellow Now – collection Angles Vifs
- Rivages, éditions Lannoo
- Solstices, Stockmans publisher
- Come dawn to Us, Bessard publisher

## Prix
- Prix de la Création, Liège, 2020